# Esanthelphusa
Esanthelphusa is een geslacht van kreeftachtigen uit de klasse van de Malacostraca (hogere kreeftachtigen).

## Soorten
- Esanthelphusa chiangmai (Ng & Naiyanetr, 1993)
- Esanthelphusa denchaii (Naiyanetr, 1984)
- Esanthelphusa dugasti (Rathbun, 1902): Laos, Thailand, Vietnam
- Esanthelphusa fangensis (Naiyanetr, 1987)
- Esanthelphusa nani (Naiyanetr, 1984)
- Esanthelphusa nimoafi Yeo, 2004
- Esanthelphusa phetchaburi (Ng & Naiyanetr, 1993)
- Esanthelphusa prolatus (Rathbun, 1902): Vietnam